# هارولد إيفانز
هارولد إيفانز (بالإنجليزية: Harold Meurig Evans)‏ (و. 1911 – 2010 م) هو مدرس، ومعجمي، من المملكة المتحدة، توفي عن عمر يناهز 99 عاماً.